# یونیبک اوتابکوف
یونیبک اوتابکوف (متولد ۲۲ ژانویهٔ ۱۹۹۴) کشتی‌گیر فرنگی کار  تیم ملی ازبکستان است. وی برنده مدال برنز قهرمانی جهان ۲۰۱۶ بوداپست در وزن ۸۰ کیلوگرم شده‌است.